# Whangaruru
Whangaruru est une localité et un mouillage situés sur la côte est de la région du Northland, dans l’Île du Nord de la Nouvelle-Zélande.

## Situation
Les villes de Mokau, Helena Bay, Whakapara, Hikurangi et Whangarei sont situées au sud et la Baie des îles, qui est au nord-ouest  ,.

## Toponymie
La zone est réputée avoir été dénommée «Puhimoanariki», par le capitaine du waka légendaire Mataatua (en), après avoir cherché là pendant un long moment un abri contre le mauvais temps.
Le nom de  "Whangaruru" est un mot en langue  Māori signifiant "lieux de mouillage abrité (sheltered harbour)"  et est un mot de même origine linguistique que "Honolulu" dans le langage hawaïen.

## Histoire et culture
Le hapū de Ngātiwai (en) des Te Uri o Hikihiki (en), sont des peuples indigènes de Whangaruru.
Le hapū a trois terrains de rencontre traditionnel dans le secteur: Ngātiwai Marae (en) et Ngāti Wai Soldiers' Memorial (en), Ōākura Marae (en) et Tuparehuia Marae (en) 

## Éducation
- L’école :Whangaruru School est une école mixte assurant tout le primaire (allant de l'année 1 à 8) avec un taux de décile de 1 et un effectif de 42 élèves en 2011[6].

L’école fut fondée en 2005 pour remplacer les écoles de 'Punaruku', 'Ngaiotonga Valley' et «Helena Bay Schools».
Elle est située sur le site de l’ancienne école  Punaruku.
- L’école «Te Kura Hourua ki’ Whangaruru »[8]  est une école secondaire (allant de l'année 9 à 13), de type école sous contrat, qui avait ouvert en 2014.